# Такер, Том (баскетболист)
Томас Портер «Том» Такер (англ. Thomas Porter "Tom" Thacker; родился 2 ноября 1939, Ковингтон, Кентукки, США) — американский профессиональный баскетболист, завершивший карьеру.

## Ранние годы
Том Такер родился в городе Ковингтон (штат Кентукки), учился в Ковингтонской школе имени Уильяма Гранта, в которой играл за местную баскетбольную команду.

## Студенческая карьера
В 1963 году окончил Университет Цинциннати, где в течение трёх лет играл за команду «Цинциннати Беаркэтс», в которой провёл успешную карьеру. При Такере «Беаркэтс» три раза выигрывали регулярный чемпионат конференции Missouri Valley (1961—1963), а также три года подряд выходили в плей-офф студенческого чемпионата США (1961—1963). Кроме того «Беаркэтс» все три года выходили в финал четырёх турнира NCAA и два раза (1961—1962) становились чемпионами Национальной ассоциации студенческого спорта.
В сезоне 1960/1961 годов «Панды» обыграли в финале (70—65) прошлогоднего победителя турнира, клуб «Огайо Стэйт Бакайс», в котором в то время играли Джон Хавличек, Джерри Лукас и Ларри Зигфрид, Том Такер набрал в том матче 15 очков и сделал 7 подборов. В следующем сезоне «Беаркэтс» в финальном матче вновь взяли верх над командой университета штата Огайо (71—59), в котором Такер стал вторым по результативности после Пола Хога, набрав 21 очко и сделав 6 подборов. В сезоне 1962/1963 годов «Панды» проиграли в финальном матче в упорной борьбе (в овертайме) команде Джерри Харкнесса и Леса Хантера «Лойола Рамблерс» со счётом 58—60, в котором Такер стал вторым по результативности после Рона Бонэма, набрав 13 очков и сделав 15 подборов.

## Карьера в НБА
Играл на позиции разыгрывающего защитника и атакующего защитника и лёгкого форварда. В 1963 году был выбран на территориальном драфте НБА командой «Цинциннати Роялз». В 1966 году был выставлен своим клубом на драфт расширения НБА, на котором 1 мая был выбран под 15-м номером новообразованной командой «Чикаго Буллз», однако не провёл в её составе ни одного матча. Позже выступал за команды «Бостон Селтикс» и «Индиана Пэйсерс», выступавшую в то время в Американской баскетбольной ассоциации (АБА), в составе которых поочерёдно становился чемпионом НБА (1968) и АБА (1970). Всего в Национальной баскетбольной ассоциации (НБА) провёл 4 сезона. В 1963 году Такер включался в 1-ю всеамериканскую сборную NCAA. Всего за карьеру в НБА и АБА сыграл 314 игр, в которых набрал 1020 очков (в среднем 3,2 за игру), сделал 822 подбора и 466 передач.

## Статистика

### Статистика в НБА
| Сезон                                                                                    | Команда    | Регулярный сезон | Регулярный сезон | Регулярный сезон | Регулярный сезон | Регулярный сезон | Регулярный сезон | Регулярный сезон | Регулярный сезон | Регулярный сезон | Регулярный сезон | Регулярный сезон | Серия плей-офф | Серия плей-офф | Серия плей-офф | Серия плей-офф | Серия плей-офф | Серия плей-офф | Серия плей-офф | Серия плей-офф | Серия плей-офф | Серия плей-офф | Серия плей-офф |
| Сезон                                                                                    | Команда    | GP               | GS               | MPG              | FG%              | 3P%              | FT%              | RPG              | APG              | SPG              | BPG              | PPG              | GP             | GS             | MPG            | FG%            | 3P%            | FT%            | RPG            | APG            | SPG            | BPG            | PPG            |
| ---------------------------------------------------------------------------------------- | ---------- | ---------------- | ---------------- | ---------------- | ---------------- | ---------------- | ---------------- | ---------------- | ---------------- | ---------------- | ---------------- | ---------------- | -------------- | -------------- | -------------- | -------------- | -------------- | -------------- | -------------- | -------------- | -------------- | -------------- | -------------- |
| 1963/64                                                                                  | Цинциннати | 48               |                  | 9,5              | 29,3             |                  | 49,1             | 2,4              | 1,1              |                  |                  | 2,8              | 6              |                | 7,2            | 26,1           |                | 25,0           | 2,2            | 0,5            |                |                | 2,2            |
| 1964/65                                                                                  | Цинциннати | 55               |                  | 8,5              | 33,3             |                  | 48,9             | 2,3              | 0,7              |                  |                  | 2,5              | 4              |                | 11,8           | 38,5           |                | 75,0           | 3,0            | 0,8            |                |                | 3,3            |
| 1965/66                                                                                  | Цинциннати | 50               |                  | 9,6              | 40,6             |                  | 39,5             | 2,4              | 1,2              |                  |                  | 3,7              | 4              |                | 11,5           | 31,8           |                | 75,0           | 2,3            | 1,3            |                |                | 4,3            |
| 1967/68                                                                                  | Бостон     | 65               |                  | 12,0             | 41,9             |                  | 51,2             | 2,5              | 1,1              |                  |                  | 4,2              | 17             |                | 4,8            | 29,2           |                | 28,6           | 1,0            | 0,5            |                |                | 0,9            |
|                                                                                          | Всего      | 218              |                  | 10,0             | 37,1             |                  | 48,2             | 2,4              | 1,0              |                  |                  | 3,3              | 31             |                | 7,0            | 30,5           |                | 47,4           | 1,6            | 0,6            |                |                | 1,9            |
| Наведите курсор мыши на аббревиатуры в заголовке таблицы, чтобы прочесть их расшифровку. |            |                  |                  |                  |                  |                  |                  |                  |                  |                  |                  |                  |                |                |                |                |                |                |                |                |                |                |                |

### Статистика в NCAA
| Сезон | Команда    | Conf  | Class | GP | GS | MPG  | FG%  | 3P% | FT%  | RPG  | APG | SPG | BPG | PPG  |
| --- | ---------- | ----- | ----- | -- | -- | ---- | ---- | --- | ---- | ---- | --- | --- | --- | ---- |
| 1960/61 | Цинциннати | MVC   | SO    | 30 |    | 33,4 | 39,6 |     | 68,4 | 9,5  | 3,8 |     |     | 12,3 |
| 1961/62 | Цинциннати | MVC   | JR    | 31 |    | 32,0 | 40,5 |     | 61,2 | 8,6  | 3,4 |     |     | 11,0 |
| 1962/63 | Цинциннати | MVC   | SR    | 28 |    |      | 47,3 |     | 66,5 | 10,0 |     |     |     | 15,8 |
| Всего | Всего      | Всего | Всего | 89 |    | 22,4 | 42,5 |     | 65,5 | 9,3  | 2,4 |     |     | 12,9 |
| Наведите курсор мыши на аббревиатуры в заголовке таблицы, чтобы прочесть их расшифровку Статистика приведена с сайта sports-reference.com |            |       |       |    |    |      |      |     |      |      |     |     |     |      |